# L'Intérêt d'Adam
L'Intérêt d'Adam is een Belgisch-Franse dramafilm uit 2025, geschreven en geregisseerd door Laura Wandel. De hoofdrollen worden vertolkt door Léa Drucker en Anamaria Vartolomei.

## Verhaal
De vierjarige Adam wordt op last van de rechtbank in het ziekenhuis opgenomen wegens ondervoeding. Lucie, de hoofdverpleegster, staat toe dat Adams moeder bij haar zoon blijft na de bezoekuren die de rechter heeft vastgesteld. Maar de situatie wordt ingewikkelder wanneer ze opnieuw weigert haar zoon achter te laten. Lucy probeert er alles aan te doen om de moeder te helpen, dit ter wille van het kind.

## Rolverdeling
| Acteur              | Personage |
| ------------------- | --------- |
| Léa Drucker         | Lucie     |
| Anamaria Vartolomei | Rebecca   |
| Jules Delsart       | Adam      |
| Alex Descas         | Naïm      |
| Laurent Capelluto   | Daniel    |

## Productie
L'Intérêt d'Adam is de tweede speelfilm van Laura Wandel, na Un monde uit 2021. De filmopnames gingen door in de zomer van 2024 met cameraman Frédéric Noirhomme die ook al met Wandel samenwerkte voor haar eerste film. De film wordt geproduceerd door Stéphane Lhoest van het Belgische Dragons Films en Delphine Tomson van Les Films du Fleuve, het label van de gebroeders Dardenne. Coproducenten zijn Jan de Clercq van Lunanime en Marie-Ange Lucianis Les Films de Pierre. De internationale distributie wordt verzorgd door Indie Sales, de Franse distributie door Memento en de Belgische distributie door Lumière.

## Release
L'Intérêt d'Adam ging op 14 mei 2025 in première op het Filmfestival van Cannes als openingsfilm van de Semaine de la critique-sectie.